# LIVE musiQ 〜from LIVE TOUR 005"musiQ"at MAKUHARI MESSE 2005.04.01〜
『LIVE musiQ 〜from LIVE TOUR 005"musiQ"at MAKUHARI MESSE 2005.04.01〜』（ライブ ミュージック 〜フロム ライブ ツアー 005"ムジーク"アット マクハリ メッセ 2005.04.01〜）は、日本のミクスチャーバンド、ORANGE RANGEの3枚目のDVD。

## 解説
- ORANGE RANGE初のライブDVD。2005年4月1日に行われた「LIVE TOUR 005 “musiQ”」の幕張メッセでの最終公演（実際はこのあと、福岡での延期公演があった）の映像が収録されている。
- 収録時間の関係上、収録されなかったライブ映像も存在する（『ミッションinポッピプル』『papa』など）。
- 曲間のMCが全てカットされている。

## 収録映像

### ライブ映像
1. Opening
SEが、2ndアルバム「musiQ」収録曲の「KA・RI・SU・MA」である。
2. チェスト
7thシングル。
3. Fever!
1stアルバム「1st CONTACT」収録曲。
4. 以心電信
2ndアルバム「musiQ」収録曲。
5. FULLTHROTTLE
2ndアルバム「musiQ」収録曲。
6. 上海ハニー
2ndシングル。
7. ZUNG ZUNG FUNKY MUSIC
5thシングル「ミチシルベ〜a road home〜」c/w。
この曲のあとにメンバー紹介の歌（ラップ）が収録されている。このメンバー紹介が、男子ing Sessionへとつながっていく。
8. 男子ing Session
2ndアルバム「musiQ」収録曲。
9. -Backstage Offshot 01-
10. 祭男爵
2ndアルバム「musiQ」収録曲。
唯一サポートメンバー（和太鼓）が参加している。
11. シティボーイ
2ndアルバム「musiQ」収録曲。
MCたちが変なサングラスやカツラをかぶり、曲に合わせてKATCHAN以外がステップを踏むなど、曲のイメージを表現している。
12. サムライマニア
デビューシングル「キリキリマイ」c/w。
13. SP Thanx
2ndアルバム「musiQ」収録曲。
14. ミチシルベ〜a road home〜
5thシングル。
15. -Backstage Offshot 02-
16. TWISTER
1stアルバム「1st CONTACT」収録曲。
17. HUB☆STAR
2ndアルバム「musiQ」収録曲。
18. ビバ★ロック
3rdシングル。
19. ロコローション
6thシングル。
20. キリキリマイ
デビューシングル。

〜アンコール〜
1. ＊〜アスタリスク〜
9thシングル。
2. 花
8thシングル。
3. 落陽
4thシングル。